# Roberto Giuffrida
Roberto Giuffrida (Siracusa, 4 settembre 1952) è un ex pallamanista e allenatore di pallamano italiano.

## Carriera

### Allenatore
Roberto Giuffrida, nel corso della sua lunga carriera, ha maturato un'esperienza trentennale nel panorama pallamanistico, ricoprendo l'incarico di allenatore in quasi tutte le realtà sportive della provincia di Siracusa, ed allenando in massima serie sia in ambito maschile che femminile. Fra i club allenati in massima serie nella maschile figurano il C.C. Ortigia Siracusa, l'Handball Club Rosolini ed il Ragusa. Nella femminile, ha diretto le ragazze dell'EOS Siracusa, del Messana, della Tiger Palermo, dell'Altamura e del Sassari. Esperienze in Serie A2 anche con Hibla Mayor Avola, Pentapoli, Scicli e Vigili del Fuoco SR.
Nell'agosto 2019, entra a far parte del settore giovanile della Pallamano Aretusa..
Nella stagione 2020-2021 diventa allenatore della prima squadra maschile subentrando a Luigi Rudilosso.
Nel 2022 chiude il suo rapporto di lavoro con il club aretuseo.